# シナ・オーストロネシア語族
シナ・オーストロネシア語族（シナ・オーストロネシアごぞく、Sino-Austronesian）またはシナ・チベット・オーストロネシア語族（シナ・チベット・オーストロネシアごぞく、Sino-Tibetan-Austronesian）は、1990年にローラン・サガールによって提案された語族である。

## 概説
上古中国語の再構を使用して、サガールは、オーストロネシア語族が音韻論的、語彙的、形態学的にシナ語派に関連していると主張した。 サガールは後にシナ・チベット語族を有効なグループとして受け入れ、提案を拡張して残りのシナ・チベット諸語を含めた。彼はまた、マレー・ポリネシア語派の姉妹分派として、オーストロネシア語族の下位にタイ・カダイ語族を配置した。 この提案は物議を醸しており、議論中である。